# Александър Митев
Александър Радев Митев е български партизанин, офицер, генерал-лейтенант и политик от БКП.

## Биография
Роден е на 25 октомври 1918 година в силистренското село Светослав. От 1941 година е член на РМС, а от 1944 година и на БКП. Бил е секретар на РМС във фабрика „Георги Митев“ в Габрово. Става партизанин и командир на чета в Габровско-Севлиевския партизански отряд. След 9 септември става офицер в българската народна армия. Бил е член на градския комитет на БКП и член на партийна комисия към Главно политическо управление. Известно време е началник на Военната академия „Г. С. Раковски“. До 1962 г. е командир на осемнадесета мотострелкова дивизия. Между 1962 и 1963 г. е командир на втора мотострелкова дивизия. Член е на комисията по социална политика в VII народно събрание. В периода 12 октомври 1971 – 17 август 1976 е командир на трета армия. От 1972 г. е генерал-лейтенант.